# Kijji
Kijji ist eine zu Mauretanien gehörende unbewohnte Insel im Atlantischen Ozean. Die sandige Insel liegt 3,7 km westlich der Insel Tidra vor der Küste des Nationalparks Banc d’Arguin. Sie weist eine Länge von 7,8 km sowie eine Breite von bis zu 2,2 km auf. Administrativ gehört Kijji zur Verwaltungsregion Dakhlet Nouadhibou.